# Qi

Qi 로고

Qi(치)는 무선전력위원회(Wireless Power Consortium)에서 개발하고, 4cm 이내에서 전기유도로 무선충전되는 무선 충전 인터페이스의 표준이다.
현재 에이수스, HTC, 화웨이, LG전자, 모토로라 모빌리티, 노키아, 삼성전자, 블랙베리, 소니의 제조회사들은 기술개발에 참여하고 있다.

## 특징과 성능

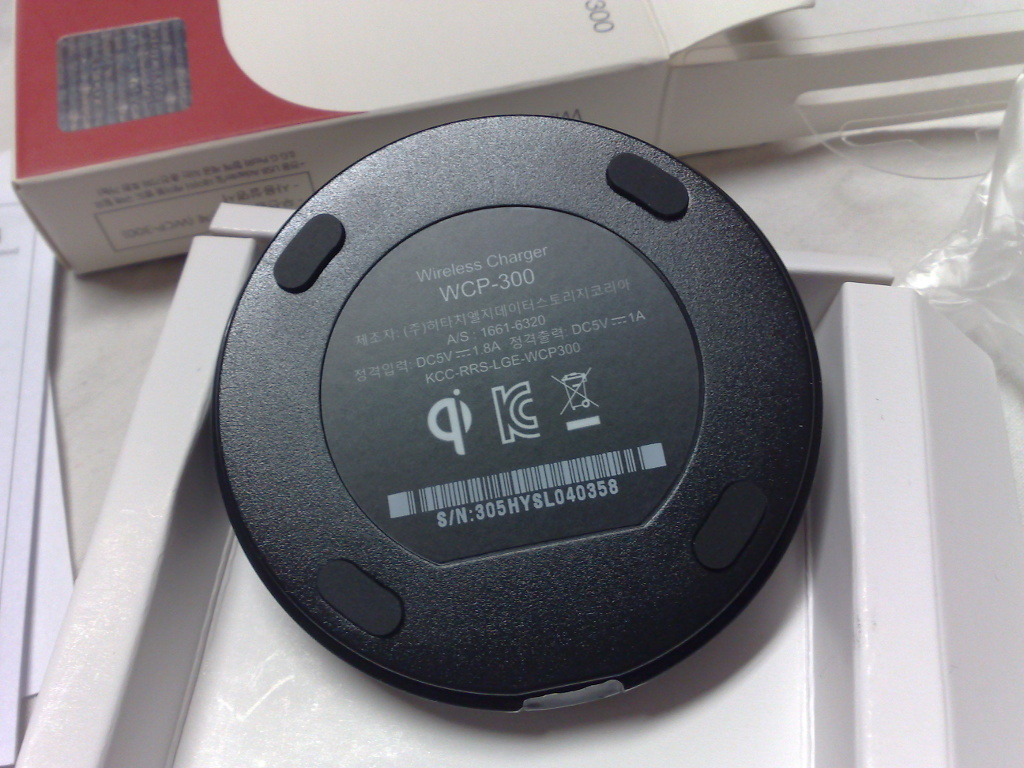
LG전자 WCP-300 Qi 무선충전기 뒷면

100~200kHz대역의 자기유도를 통한 에너지 전달 원리을 활용하는 Qi표준의 '저압 (low power)'은 PC0(Power Class 0)으로 분류되며, BPP(Base Power Profile)의 0~5 와트와 EPP(Extended Power Profile)의 5~15W 와트를 의미한다.
통상 고속무선충전을 위해 EPP가 활용되지만, 일부 모바일 제조사를 중심으로 일반적인 무선충전에는 Qi표준 기술의 BPP만을 지원하고 고속무선충전 시에는 독자적인 PPDE(Proprietary Power Delivery Extension)기술을 활용한다.
모든 인증제품은 고유의 인증번호(Qi-ID)가 부여되며, Qi표준 기술의 소유권을 보유한 WPC 웹사이트의 Product 조회에서 모델명과 인증번호를 통해서 인증여부 뿐만 아니라 EPP, PPDE 지원여부를 확인이 가능하다.
넓은 동작주파수 범위에 따른 제품마다의 공진점 차이점 등 이슈로 충전패드와 단말 간 충전이 원활하지 않는 경우가 빈번하다.
이러한 이유로 WPC에서는 신제품에 대한 Qi인증 시험 시 호환성을 반드시 검증받도록 하고 있으며 인증제품을 웹사이트를 통해 공개하고 있다. `19년부터는 기출시된 시장제품에 대해서도 사후 검사하고 있어, 위반이 발견될 시 제조사에 시정을 요청하고 시정되지 않을 경우 Qi인증을 취소한다.

## 같이 보기
- 와이파워 (WiPower)
- 근거리 무선 통신 (NFC)